# Michael Vaughan
Pour les articles homonymes, voir Vaughan.
Michael Paul Vaughan est un joueur de cricket international anglais né le 29 octobre 1974 à Manchester. Batteur au sein du Yorkshire County Cricket Club, il débute en Test cricket avec l'équipe d'Angleterre en 1999 et en One-day International en 2001. Il devient capitaine de la sélection en 2003. Il est le joueur qui compte le plus de victoires en tant que capitaine de l'équipe d'Angleterre en Test cricket. Il a annoncé sa retraite le 30 juin 2009.

## Équipes
- Yorkshire

## Récompenses et honneurs
- Un des cinq Wisden Cricketers of the Year de l'année 2003

## Sélections
| Statistiques internationales                            |       |     |      |
|                                                         | Tests | ODI | T20I |
| Matchs joués                                            | 82    | 86  | 2    |
| Mise à jour de la boîte : 1er août 2008 Actualiser aide |       |     |      |